# 山岸弘一
山岸 弘一（やまぎし こういち、4月25日 - ）は、日本の男性声優。以前はブリングアップに所属していた。千葉県出身。

## 出演作品

### テレビアニメ
2002年
- ホイッスル!（サッカー部員、3年生）

2004年
- 遊☆戯☆王デュエルモンスターズGX（雑魚島、江里糸石輝、グリン、バトルフットボーラー）

2008年
- 君が主で執事が俺で（楽団員2）

### 劇場アニメ
2003年
- こちら葛飾区亀有公園前派出所 THE MOVIE2 UFO襲来! トルネード大作戦!!

### ドラマCD
2005年
- 吟遊黙示録マイネリーベ （船頭、村人）